# Manuel Cajuda
Manuel Ventura Cajuda de Sousa, dit Manuel Cajuda, est un footballeur puis entraîneur de football portugais né le 27 janvier 1951 à Olhão.

## Biographie

### Joueur
Né à Olhão, Cajuda joue exclusivement dans sa région d'origine d'Algarve au cours de sa carrière. Commencé au SC Olhanense et terminé au Farense.
En été 1983, après être devenu champion national de la 2e division comme entraîneur-joueur il commence sa carrière d'entraîneur adjoint. Âgé de 32 ans il a été l'un des plus jeunes entraîneurs à ses débuts dans la ligue la plus importante au Portugal.

### Entraîneur
Immédiatement après sa carrière de joueur, Cajuda a commencé à travailler en tant que formateur au Farense, où il a été champion national de la 2e division (joueur - entraîneur). 